# Pithecellobium cordifolium
Pithecellobium cordifolium är en ärtväxtart som beskrevs av Thomas Morong och Nathaniel Lord Britton. Pithecellobium cordifolium ingår i släktet Pithecellobium och familjen ärtväxter. Inga underarter finns listade i Catalogue of Life.